# Замок Темплогу
Замок Темплогу-хаус (англ. Templeogue House Castle) — Темплоуг-хаус — один із замків Ірландії, розташований у графстві Дублін, на півдні нинішнього міста Дубліна.

## Історія замку Темплогу-хаус
Замок Темплогу-хаус був побудований у XIV столітті феодалами Гарольд. У XVI столітті землі й замок Темплогу-хаус перейшли до феодалів Талбот, що володіли ними протягом 200 років. Володарі замку Темплогу-хаус зобов'язані були підтримувати у належному стані водотік у місто. За це вони отримували данину зерном з водяних млинів за використання води. У 1655 році замок суттєво перебудували. У часи громадянської війни управителем селища був Таобальд Гарольд, а володарем замку Генрі Талбот. У нього конфіскували землі і замок і виселили його в Коннахт за підтримку роялістів. Але після реставрації монархії він був відновлений у правах і йому було повернено землі і замок.
Але справи в маєтку йшли погано. У 1686 році землі й замок були закладені в 3000 £ серу Томасу Домвільє. Сер Джеймс Талбот підтримав короля Джеймса II в 1688 році і був позбавлений прав після його поразки і втечі. Після цього сер Томас Домвільє отримав у володіння землі й замок Темплогу-хаус. Домвільє побудував цегляний особняк на місці зруйнованого замку, включаючи склепінчасту крипту і дві круглі вежі. Новий замок мав величезне вікно на фасаді і низку менших вікон. Його син — сер Комптон Домвільє впорядкував водотік, що протікав через сад. Водотік був прокладений по прямій лінії, паралельно до входу в замок, вздовж водотоку стояли скульптури. Була побудована також готична арка, каскад, земляний курган був увінчаний храмом.
Родина Домвільє мали такі ж права на водотік, що і попередні володарі замку — Талботи. Але крім того вони ще мали орендну плату від собору Святого Патріка та від графа Міт, що використовував землі абатства святого Томаса. У 1738 році лорд Сантрі — племінник Комптона Домвільє був засуджений Палатою лордів за вбивство слуги в готелі під час ярмарки Пальмерстона. Лорди винесли рішення «винен», але рекомендували помилування, І сер Комптон Домвільє використовував свій вплив, погрожуючи, що якщо смертний вирок буде виконаний, то він перекриє подачу води до міста, що він міг би досить легко зробили. Лорд Сантрі отримав відтермінування виконання вироку, а згодом і помилування.
У 1751 році сер Комптон Домвільє успадкував ще чимало нерухомості, зокрема маєток Сантрі, але продовжував жити в замку Темплогу-хаус до своєї смерті в 1768 році. Його племінник — Чарльз Поклінгтон успадкував замок і прийняв прізвище Домвільє. Він жив у замку Темплогу-хаус до 1780 року, коли замок прийшов у вкрай поганий стан і господар переїхав у маєток Сантрі, взявши із собою безліч декоративних прикрас замку, у тому числі з круглого храму. У 1820 році замок був узятий в оренду містером Гогерті — йому було дозволено забрати з замку всі дерев'яні вироби при умові, що він відремонтує замок. Це він і зробив, зруйнувавши його і побудувавши нині існуючу будівлю, зберігши склепінчасту крипту і дві круглі вежі. У замку Темплогу-хаус жив з 1842 по 1845 рік Чарльз Левер — романіст.
Потім старий замок був розширений, але сухий канал старого міста до цих пір зберігся, збереглися вхідні ворота і нині обабіч ростуть дерева. Готичні арки збереглися також, хоча вода вже не тече каскадом по камінню. Поля були забудовані, останні сліди озер і пам'ятників зникли. Курган, на якому колись стояв храм був досліджений археологами з Національного музею в 1972 році, але нічого не було знайдено.
Поруч із замком Темплогу були стіни, але вони були знесені в 1985 році, щоб очистити землю для нових будівель. Млин згадується в історичних документах ще з 1394 році, коли Вільям — Роберта Меонса висунув претензії щодо права власності на водяний млин на річці Додер біля замку Темплогу. Млин також показаний на цьому місці на карті 1647 року. Цей млин працював і на початку дев'ятнадцятого століття, але згодом був спалений, а потім відновлений. Млин перейшов у власність Дж. С. Колвілла, потім у 1879 році у власність В. МакКонхі. Потім він стояв занедбаний і закинутий багато років.